# Diopsina intermedia
Diopsina intermedia är en tvåvingeart som beskrevs av Feijen 1984. Diopsina intermedia ingår i släktet Diopsina och familjen Diopsidae.
Artens utbredningsområde är Kongo. Inga underarter finns listade i Catalogue of Life.